# Daniele Marghitola
Daniele Marghitola (7 marzo 1988) è un ex hockeista su ghiaccio svizzero che giocava nel ruolo di difensore.

## Carriera

### Club
Daniele Marghitola iniziò a giocare nel settore giovanile dell'HC Ambrì-Piotta, dal 2003 al 2005, anno in cui fu inviato in Prima Lega a giocare con la maglia dei GDT Bellinzona. Nelle stagioni successive alternò alle giovanili dei bianco-blu altre apparizioni in Lega Nazionale B con le maglia della Nazionale U20 e l'EHC Olten.
Nella stagione 2007-2008 fece il suo esordio assoluto in Lega Nazionale A con l'Ambrì-Piotta, giocando 41 partite in stagione. A partire dalla stagione 2009-2010 Marghitola giocò anche con la maglia dell'EHC Basel, collezionando 9 punti in 58 presenze. Rientrato dal prestito Marghitola nella primavera del 2011 fu ceduto all'HC Sierre con un contratto di due anni.
Dopo aver giocato parte della stagione in prestito al Red Ice, in seguito al fallimento dell'HC Sierre, Marghitola nel 2013 si unì proprio alla squadra di Martigny.

### Nazionale
Dal 2006 Marghitola è stato convocato nella rappresentativa nazionale U18, conquistando la promozione nel Gruppo A. Con la selezione U20 fra il 2007 ed il 2008 giocò dieci incontri amichevoli.

## Palmarès

### Nazionale
- Campionato mondiale di hockey su ghiaccio Under-18 - Prima Divisione: 1

Ungheria 2006